# Derek Kevan
Derek Tennyson Kevan  (* 6. März 1935 in Ripon; † 4. Januar 2013 in Birmingham) war ein englischer Fußballspieler, der u. a. für West Bromwich Albion und Manchester City aktiv war. Zwischen 1957 und 1961 bestritt er vierzehn Länderspiele (acht Tore) für die englische Nationalmannschaft.

## Spielerkarriere

### West Bromwich Albion (1953–1963)
Nach dem Beginn seiner Karriere beim unterklassigen Verein Bradford Park Avenue wechselte Kevan 1953 zum englischen Erstligisten West Bromwich Albion. Für seinen neuen Verein debütierte er jedoch erst zu Beginn der Football League First Division 1955/56. Daher verpasste er den Erfolg seines Vereins im FA Cup 1953/54, als Albion sich durch einen 3:2-Finalerfolg über Preston North End den Titel sicherte. Nach zwei Jahren im Mittelfeld der Tabelle beendete West Brom die Saison 1957/58 als Vierter. In der First Division 1961/62 erreichte die Mannschaft um Bobby Robson und Kevan lediglich den neunten Tabellenrang, dafür sicherte sich Kevan dank dreiunddreißig Ligatreffern gemeinsam mit Ray Crawford vom Meister Ipswich Town den Titel als Torschützenkönig.

### Manchester City (1963–1965)
Nachdem Kevan im März 1963 gegen seinen Willen an den Zweitligisten FC Chelsea verkauft worden war, wechselte er bereits im Sommer des gleichen Jahres zu Manchester City. City war in der Vorsaison aus der First Division abgestiegen und schaffte erst 1966 die Rückkehr in die erste Liga. In zwei Zweitligajahren zeichnete sich Kevan (67 Spiele/48 Tore) als sehr treffsicherer Stürmer aus. Nach dem Wechsel zu Crystal Palace im Sommer 1965 verschlechterten sich die Leistungen von Kevan bis zu seinem Karriereende deutlich.

### Englische Nationalmannschaft (1957–1961)
Derek Kevan debütierte im April 1957 in der englischen Nationalmannschaft gegen Schottland und erzielte direkt seinen ersten Treffer. In der Folge wurde er in den Kader für die Fußball-Weltmeisterschaft 1958 in Schweden berufen. Im ersten Spiel gegen die Sowjetunion erzielte er in der 66. Minute den Anschlusstreffer, ehe Tom Finney den 2:2-Endstand erzielte. Nach seinem Einsatz im zweiten Spiel gegen Brasilien (0:0) erzielte er im dritten Spiel gegen Österreich den 2:2-Endstand. England verlor daraufhin das Entscheidungsspiel gegen die Sowjets mit 0:1 und musste die Heimreise antreten. Der 23-jährige Kevan kam in allen vier Partien zum Einsatz und erzielte zwei Treffer. Vier Jahre später wurde er erneut in den Kader für die Fußball-Weltmeisterschaft 1962 in Chile berufen, kam jedoch nicht zum Einsatz.

## Tod
Kevan starb am 4. Januar 2013 nach langer Krankheit in einem Krankenhaus in Birmingham.